# Liam Cosgrave
Liam Cosgrave (en irlandés: Liam Mac Cosgair; Dublín, Irlanda; 13 de abril de 1920-4 de octubre de 2017) fue un político y diplomático irlandés.

## Biografía
Hijo del que fuera jefe de Gobierno del Estado Libre Irlandés desde 1922 hasta 1932, W.T. Cosgrave, y héroe de la independencia de la República de Irlanda.
Inició su carrera política en Irlanda en 1943. Pronunció su primer discurso a los diecisiete años, y a los veintitrés, con la carrera de Derecho terminada, ocupó un escaño en el parlamento, por el partido Fine Gael, al que perteneció su padre. Desde entonces, trató de hacerse imprescindible, sin crearse demasiados enemigos.
En 1954 fue nombrado ministro de Asuntos Exteriores, cargo que ocuparía hasta 1957. En esos años se produjo la adhesión de Irlanda a las Naciones Unidas, y la presidencia del Comité de Ministros del Consejo de Europa.Tras perder las elecciones de 1957, pasó a la oposición. En 1966 se hizo con el control del partido, y finalmente en 1973, en coalición con los laboristas, asumió el cargo de Taoiseach -jefe de gobierno de la República de Irlanda- hasta 1977.
Respecto al conflicto del Úlster, optó -con gran habilidad-, por el empleo de mano dura con el IRA, mientras entró en negociaciones con el Gobierno británico. El Gobierno irlandés renunció de facto a una hipotética anexión del Úlster. Estas negociaciones culminaron en diciembre de 1973, con la firma del Acuerdo de Sunningdale, que instauraba una gobernación conjunta en el Uster, entre unionistas y católicos. Dicho acuerdo fracasó a los cinco meses, pero abrió el camino para el Acuerdo de paz de 1998. 
Católico practicante, consiguió tumbar una ley que pretendía permitir la importación de anticonceptivos. Convocó anticipadamente unas elecciones, en 1977, que resultaron inoportunas para los intereses de su  partido, ya que en ellas la oposición obtuvo un gran triunfo. Con todo, retuvo su escaño hasta su retiro en 1981.